# James Scott Hutton

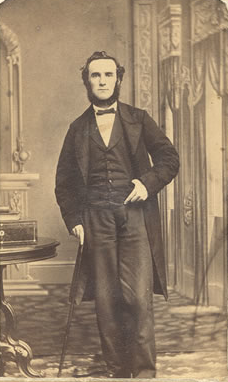
James Scott Hutton, erster Rektor der Halifax School for the Deaf

James Scott Hutton (* 1833 in Perth, Schottland, 26. Mai 1833 getauft; † 25. Februar 1891 in Halifax) war bis zu seinem Tod für 34 Jahre der erste Rektor des „The Deaf and Dumb Institution“ (Halifax School for the Deaf) in Halifax. Dieses Institut war die erste Gehörlosenschule im Osten Kanadas an der atlantischen Küste (1856). Zusammen mit Gebärdensprache unterrichtete Hutton nach seinem Vorbild Alexander Graham Bell auch Lippenablesen.

## Leben
James Scott Hutton wurde 1833 als Sohn von George Hutton und Ann Scott geboren sowie getauft.
1847 begann er ein Pädagogikstudium bei seinem Vater und wurde 1857 Rektor am „The Deaf and Dumb Institution“ in Halifax.
Seine Eltern und seine Schwester überredete er 1860 zu ihm nach Halifax zu kommen. Für zehn Jahre unterrichtete dann sein Vater bis zu seinem eigenen Tod als ehrenamtlicher Vollzeitlehrer in Halifax.
Das Jahr 1860 nutzte James Scott mit Ankunft seiner Familie auch um zurück nach Edinburgh zu reisen. Dort heiratete er am 21. September 1860 Mary Burton. Das Paar hatte keine Kinder. Sie sprang allerdings hin und wieder als ehrenamtliche Lehrerin in Halifax ein.
1891 starb er in Halifax.

## Arbeit
Nach seinem Abitur begann Hutton 1847 ein Studium als Gehörlosenlehrer bei seinem autodidaktischen Vater am „Edinburgh Institution for the Deaf and Dumb“. In den nächsten zehn Jahren besuchte er dann Kurse an der Universität in Edinburgh und stieg zum zweiten Lehrer am Institut auf.
1857 übernahm er auf Empfehlung seiner bisherigen Arbeitgeber die Position des Rektors des privaten überkonfessionellen „The Deaf and Dumb Institution“ in Halifax. Diese Funktion übte er bis 1891, nur unterbrochen von einem Aufenthalt als Rektor an einem ähnlichen Institut in Belfast von 1878 bis 1882, aus.
Im August 1857 begann er mit neun Schülern und unter seiner Leitung bis zu seinem Tod 1891 wuchs die Schule auf 70 eingeschriebene Schüler.
Seine Schule wurde von einem angesehenen Gremium protestantischer Männer verwaltet und nur zum Teil von der Regierung Nova Scotias bezahlt. Er war als auf wohltätige Spenden angewiesen. Deshalb bereiste er jährlich Nova Scotia mit seinen fortgeschrittenen Schülern um erfolgreich weitere Schüler und finanzielle Unterstützung zu rekrutieren. Außerdem setzte er sich für eine kostenlose Bildung ein und verfolgte berufliche Trends und Debatten genau. Dabei trug er zu den „American Annals of the Deaf and Dumb“ bei und verfasste selbst einige Lehrbücher für Gehörlose.
Zu Beginn seiner Pädagogenlaufbahn war Hutton ein Befürworter von Gebärden- und Schriftsprache in seinem Unterricht. Dafür bekam er 1869 einen Ehrenmaster vom „National Deaf-Mute College“ in Washington verliehen. Das änderte sich aber. Immer weiter war er vom Lippenablesen und der deutlichen Artikulation als Ergänzung zu seinem Unterricht überzeugt. 1875 empfahl er dafür speziell eine Vollzeitlehrstelle einzurichten. Des Weiteren wurde Religion, Moral und praktische Berufsausbildung vermittelt. Bis 1890 kamen u. a. auch noch Zeichnen, Gymnastik und Tonmodellierung hinzu.
Ab den frühen 1860er war auch politisch in Nova Scotia aktiv. Er war Gründungsmitglied der „Halifax Teachers Association“ und der „United Teachers Association of Nova Scotia“ (später Provincal Education Association of Nova Scotia) um kostenlosen professionellen öffentlichen Unterricht zu fördern. Im Jahr 1870 wurde er auch Ältester der „Presbyterianischen Kirche Popular Grove“ (später Park Street) um u. a. Gottesdienste simultan in Gebärdensprache zu übersetzen.

## Werke in Englisch
- History of Halifax School for the Deaf
- J. Scott Hutton. Outlines of History and Biography. 1875
- J. Scott Hutton. Geography of Nova Scotia. 1869.
- J. Scott Hutton, „Deaf-Mute Education in the British Maritime Provinces,“ American Annals of the Deaf, Volume 14 (Raleigh, N. C.: Press of the Institution for the Deaf and Dumb and the Blind), pg 65-82.
- George Hutton - Scott's father, part 1
- George Hutton - Scott's father, part 2
- George Hutton, „Practicability and Advantages of Writing and Printing Natural Signs,“ American Annals of the Deaf, Volume 14 (Raleigh, N. C.: Press of the Institution for the Deaf and Dumb and the Blind), pg 157.
- J. Scott Hutton, Language Lessons for the Deaf and Dumb (Halifax, N. S.: The Pupils at the Institution Press, 1878).

- MR. J. S. HUTTON'S TEXT-BOOKS. American Annals of the Deaf and Dumb, Vol. 16, No. 3 (JULY, 1871), pp. 196–201
- J. Scott Hutton. STATISTICS OF THE DEAF AND DUMB IN THE LOWER PROVINCES OF BRITISH NORTH AMERICA. American Annals of the Deaf and Dumb, Vol. 14, No. 1 (JANUARY, 1869), pp. 1–20
- DEAF MUTE EDUCATION IN THE BRITISH MARITIME PROVINCES. American Annals of the Deaf and Dumb, Vol. 14, No. 2 (APRIL, 1869), pp. 65–82